# TW1
TW1 (Tourismus und Wetter 1) war ein österreichischer Fernsehsender für die Sparten Reise, Kultur, Freizeit und Wetter mit Sitz in Wien.

## Geschichte
Anfang der 1980er Jahre wurde am Kitzsteinhorn eine feste Kamera aufgestellt, die Landschaftsbilder des Schigebietes einfing und mittels Kabelnetz nach Zell am See sendete, „um den im Tal urlaubenden Touristen ein bis dato noch nie da gewesenes Service
eines eigenen Wetterinformationskanals zu bieten.“ Der seinerzeitige ORF-Fernsehintendant Ernst Wolfram Marboe initiierte, dass diese Kamerabilder aus dem Salzburger Land ab 1989 regelmäßig morgens als Wetterpanorama in FS2 des Österreichischen Rundfunks (ORF) ausgestrahlt wurden (und bis heute werden). Daraus entwickelte sich schließlich die Idee, die Partnerschaft des ORF mit Wetterpanorama-Produzent feratel zu vertiefen.
1997 wurde die „Tourismusfernsehen GmbH“ gegründet, die Eigentümer waren zu je 50 Prozent die Sitour Austria und der ORF. Zweck der GmbH war der Betrieb eines europaweiten Fernsehsenders, der den Namen „TW1“ bekam und den Betrieb im September des Jahres aufnahm. Zu den Geschäftsführern wurden ORF-Salzburg-Landesintendant Friedrich Urban und Sitour-Vorstand Markus Schröcksnadel bestellt, die Programmleitung übernahm Manuela Strihavka.
Ab Mai 2000 begann der ORF Sport, zweimal wöchentlich auch Live-Sportübertragungen von Sportarten, die im Hauptprogramm keinen Platz fanden, zu senden. Hierbei handelte es sich primär um Leichtathletik, Eishockey und Handball, und weitere Randsportarten wie Basketball, Volleyball, American Football, Beachvolleyball, Reitsport und Golf. Das war eine Maßnahme, um das in der ORF-Gesetzesnovelle von 2001 geforderte „differenzierte Gesamtprogramm für alle“ anzubieten und sich dabei „an der Vielfalt der Interessen aller Hörer und Seher zu orientieren und sie ausgewogen zu berücksichtigen. Die Anteile am Gesamtprogramm haben in einem angemessenen Verhältnis zueinander zu stehen.“ (§ 4 Abs. 2)
TW1 war seit Oktober 2005 zu 100 % im Besitz des ORF, der für die Finanzierung des Senders allerdings keine Mittel aus den von ihm eingenommenen Rundfunkgebühren aufwenden durfte. Der Sender war weiterhin privatrechtlich organisiert und daher formal nicht Teil des öffentlich-rechtlichen Rundfunks. Der rechtliche Rahmen war nach § 9 des ORF-Gesetzes vorgegeben.
Am 1. Jänner 2010 löste Peter Schöber Werner Mück als Geschäftsführer ab und übte diese Funktion gemeinsam mit Helmut Kaiser aus.
Am 26. Oktober 2011 wurde ORF Sport Plus zu einem eigenständigen Programm umgestaltet, TW1 wurde durch diesen und das Kultur- und Informationsprogramm ORF III ersetzt.  In der Phase gab es Diskussionen, ob Kultur oder Sport die schon etablierte Sendefrequenz bekommen sollte, was zuletzt zugunsten der Kultur entschieden wurde, weil diese sowieso in den Jahren davor im ORF-Auftrag ins Hintreffen geraten war, und die Sportinteressierten als die mobilere Zuseherschaft beurteilt wurden. Daher gilt ORF III Kultur und Information formal als Nachfolger von TW1, inhaltlich ist es der ORF Sport +. Auf Grund von Verzögerungen bei der Genehmigung wurde der Sendebeginn von ORF III vom 1. Mai auf den 26. Oktober 2011 verschoben.

## Verbreitung
Das Programm wurde seit 1997 über den Satelliten Astra auf 19,2° Ost unverschlüsselt im ORF-Digital-Paket und über Kabelnetze im deutschsprachigen Raum gesendet. Zu Beginn wurde das Programm auch einige Zeit terrestrisch analog über den Sender Gaisberg ausgestrahlt. Eine Verbreitung über DVB-T war gesetzlich zwar nicht möglich, wurde aber testweise in der Steiermark (Mux C) durchgeführt.
TW1 konnte auch über einen Internet-Livestream gesehen werden.

## Programm
Viele Sendungen von ORF 2 wurden im Spartenprogramm TW1 wiederholt. Es gab aber auch Sendungen, die nur für TW1 produziert wurden.

### Sport (nur von 2000 bis 2006)
Im Mai 2000 startete der ORF eine regelmäßige Sportschiene mit ausführlicher Berichterstattung über Randsportarten auf diesem Programm. Sowohl Liveübertragungen als auch Magazinsendungen wurden auf TW1 wöchentlich mehrmals ausgestrahlt.
Seit Mai 2006 wurden die Sportsendungen nicht mehr auf TW1, sondern in Form eines eigenen öffentlich-rechtlichen Spartenprogramms auf ORF SPORT + ausgestrahlt, der sich bis 26. Oktober 2011 über Astra und Kabel den Programmplatz mit TW1 teilte. Über DVB-T wurde im Mux B ausschließlich ORF Sport Plus gesendet, da laut ORF-Gesetz TW1 terrestrisch nicht gestattet war. ORF SPORT + behielt nach dem 26. Oktober 2011 die Frequenz über DVB-T und wurde in ORF SPORT + mit neuem Logo umgewandelt, ferner strahlt der Sportsender sein Programm nun rund um die Uhr aus.

### Eigenproduktionen und Exklusivausstrahlungen
- Bei Barazon
- Musik vom Wilden Kaiser
- Hello Austria, Hello Vienna (in engl. Sprache)
- baby's
- Besser Reisen
- Jazz brunch/ night
- Lieder, Land und Leute
- Rot-Weiß-Rot: Bilder aus Österreich
- Drehzahl – das Motormagazin
- Einsatz
- Vivat Vinum

### Wiederholungen von ORF-Produktionen
- Bingo
- Klingendes Österreich
- Seitenblicke
- Schöner Leben
- Land und Leute
- heute konkret
- Harrys liabste Hütt’n
- Tierzuliebe
- Land der Berge
- Frühschoppen aus Wald im Pinzgau
- Phettbergs Nette Leit Show

### Historische Sendungen
- Bitte legen Sie ab
- Austria Wochenschau
- Bitte zu Tisch
- Jolly Joker

### Sondersendungen
Zeitweilig wurden längerdauernde Sonderprogramme ausgestrahlt, wie beispielsweise die Sprengung der Masten des Senders Bisamberg oder, für einige Zeit nach der Nuklearkatastrophe von Fukushima, die simultanübersetzte Übernahme des englischsprachigen japanischen Programms NHK World TV.